# Praerhapydionina
Praerhapydionina es un género de foraminífero bentónico de la subfamilia Praerhapydionininae, de la familia Soritidae, de la superfamilia Soritoidea, del suborden Miliolina y del orden Miliolida. Su especie tipo es Praerhapydionina cubana. Su rango cronoestratigráfico abarca desde el Luteciense (Eoceno medio) hasta el Oligoceno.

## Clasificación
Praerhapydionina incluye a las siguientes especies:
- Praerhapydionina boninensis †
- Praerhapydionina cubana †
- Praerhapydionina huberi †
- Praerhapydionina murgiana †

Otra especie considerada en Praerhapydionina es:
- Praerhapydionina vanwessemi †, de posición genérica incierta